# Гламурные боссы
«Гламурные боссы» (англ. Like a Boss) — американская кинокомедия режиссёра Мигеля Артеты по сценарию Сэма Питмана и Адама Коула-Келли. Главные роли в фильме исполняют Тиффани Хэддиш, Роуз Бирн и Сальма Хайек.

## Сюжет
Дружба двух лучших подруг проходит проверку, когда основанная ими косметическая компания получает предложение о покупке.

## Актёрский состав
- Тиффани Хэддиш — Миа Картер
- Роуз Бирн — Мел Пейдж
- Сальма Хайек — Клэр Луна
- Дженнифер Кулидж — Сидни
- Билли Портер — Барретт
- Эри Грейнор — Анджела
- Наташа Ротуэлл — Джилл
- Джессика Сент-Клэр — Ким
- Каран Сони — Джош Тинкер
- Джимми О. Ян — Рон
- Джейкоб Латимор — Гарри
- Райан Хэнсен — Грег
- Сет Роллинс — Байрон

## Производство
В октябре 2017 года было объявлено, что студия Paramount Pictures приобрела сценарий авторства Сэма Питмана и Адама Коула-Келли, тогда известного под названием «Партнёры с ограниченной ответственностью» (англ. Limited Partners). Тиффани Хэддиш была объявлена в качестве исполнительницы главной роли, тогда как Питер Принципато, Итай Рейсс и Джоэл Задак были объявлены в качестве продюсеров под баннером их студии Artists First (ранее известной как Principato-Young Entertainment).
В июле 2018 года Мигель Артета был объявлен в качестве режиссёра. В том же месяце к фильму присоединилась Роуз Бирн. В сентябре 2018 года было объявлено, что к фильму присоединилась Сальма Хайек. В октябре того же года к актёрскому составу фильма присоединились Эри Грейнор, Джейкоб Латимор, Каран Сони, Джимми О. Ян, Джессика Сэнт-Клэр и Билли Портер.
В июле 2019 года было объявлено, что фильм получил название «Как босс».

## Релиз
Премьера фильма в США состоялась 10 января 2020 года. Ранее она была намечена на 28 июня 2019 года.

## Принятие
Фильм получил негативные отзывы критиков. На интернет-агрегаторе Rotten Tomatoes он имеет рейтинг 19% на основе 135 рецензий. Metacritic дал фильму 33 балла из 100 возможных на основе 31 рецензии, что соответствует статусу «преимущественно негативные отзывы».